# 汪薇
汪薇（？—？），字思白，一字棣园。江南歙县人，清朝官員。進士出身。

## 生平
汪薇爲康熙二十四年（1685年）乙丑科二甲進士。累官戶部郎中。康熙三十六年（1697年）接替陸輿擔任福建提學道。